# 1900년 하계 올림픽 메달 집계
1900년 하계 올림픽 메달 집계는 1900년 하계 올림픽에서 획득한 메달 순으로 매긴 각국의 국가 올림픽 위원회들의 목록이다.

## 메달 집계
다음은 국제 올림픽 위원회에서 제공하는 정보를 토대로 한 표로, 금메달 · 은메달 · 동메달의 수 순서로 랭킹을 매긴다. 금은동의 수가 모두 동률일 경우, 같은 순위가 되고 IOC 국가 부호의 알파벳 순으로 목록에 표시한다.
주최국인 프랑스는 연보라색으로 표시되어 있다.
  주최국 (프랑스)
- 당시의 메달 집계 기준으로는 1위에게 은메달, 2위에게 동메달, 3위에게는 아무것도 수여하지 않았으나 아래의 표는 현재의 메달 산정 방식을 따른 것이다.

| 순위 | 국가           | 금메달 | 은메달 | 동메달 | 합계 |
| ---- | -------------- | ------ | ------ | ------ | ---- |
| 1    | 프랑스         | 26     | 41     | 34     | 101  |
| 2    | 미국           | 19     | 14     | 14     | 47   |
| 3    | 영국           | 15     | 6      | 9      | 30   |
| 4    | 혼성           | 6      | 3      | 3      | 12   |
| 5    | 스위스         | 6      | 2      | 1      | 9    |
| 6    | 벨기에         | 5      | 5      | 5      | 15   |
| 7    | 독일           | 4      | 2      | 2      | 8    |
| 8    | 이탈리아       | 2      | 2      | 0      | 4    |
| 9    | 오스트레일리아 | 2      | 0      | 3      | 5    |
| 10   | 덴마크         | 1      | 3      | 2      | 6    |
| 11   | 헝가리         | 1      | 2      | 2      | 5    |
| 12   | 쿠바           | 1      | 1      | 0      | 2    |
| 13   | 캐나다         | 1      | 0      | 1      | 2    |
| 14   | 스페인         | 1      | 0      | 0      | 1    |
| 15   | 오스트리아     | 0      | 3      | 3      | 6    |
| 16   | 노르웨이       | 0      | 2      | 3      | 5    |
| 17   | 인도           | 0      | 2      | 0      | 2    |
| 18   | 네덜란드       | 0      | 1      | 3      | 4    |
| 19   | 보헤미아       | 0      | 1      | 1      | 2    |
| 20   | 멕시코         | 0      | 0      | 1      | 1    |
| 20   | 스웨덴         | 0      | 0      | 1      | 1    |
| 합계 | 합계           | 90     | 90     | 88     | 268  |